# Serra de la Bastida (Ribera d'Urgellet)
La Serra de la Bastida és una serra situada entre els municipis d'Alàs i Cerc i de Ribera d'Urgellet a la comarca de l'Alt Urgell, amb una elevació màxima de 1.315 metres.